# Pierre Galet
Pierre Galet   (Mònaco, 28 de gener de 1921 - Montpeller, 30 de desembre de 2019) va ser un expert en viticultura. Va escriure nombroses obres de referència sobre la vinya i el vi. Juntament amb Viala i Vermorel és considerat un dels ampelògrafs més importants del segle xx i «pare» de la descripció científica de les varietats de la vinya. Va començar l'estudi i l'inventari a França i ha continuat als cinc continents on aviat va ser reconegut com a expert.
Durant quaranta anys va ensenyar a l'Escola Superior Nacional d'Agronomia de Montpeller.

## Obres
Entre 1956 i 1964, Galet va publicar Cépages et vignoble de France, un catàleg de quatre volums de varietats franceses de raïm. El 1977 i el 1982, va publicar dos volums de Maladies et parasites de la vigne, sobre diverses malalties i paràsits de raïm, seguit de la cinquena edició del seu manual Précis de viticulture el 1988.
El 2000, Galet va publicar el Dictionnaire encyclopédique des cépages, un catàleg de gairebé deu mil varietats de raïm d'arreu al món. Va desenvolupar un sistema descriptiu molt precís vasat en tots els elements de la planta: la forma, els contorns i les característiques de les fulles, pecíols, brots noves, puntes dels brots, la forma del penjolls, així com el color, la mida, el nombre de llavors i el sabor de les uves. Va treballar molt en identificar els sinònims internacionals i les variants regionals dels noms del mateix cep.

## Premis i reconeixement
Pel seu treball en l'avanç de la viticultura i l'ampelografia, Galet va ser promogut oficial de l'Ordre du Mérite Agricole. El 1983, l'Office interprofessionnel national des vins (OIV) li va concedir un premi de reconeixement especial per al conjunt de la seva obra.